# Dactylothyrea flavitibia
Dactylothyrea flavitibia är en tvåvingeart som beskrevs av Curtis W. Sabrosky 1979. Dactylothyrea flavitibia ingår i släktet Dactylothyrea och familjen fritflugor. Inga underarter finns listade i Catalogue of Life.